# قائمة الأشخاص الذين اختفوا في ظروف غامضة
هذه هي قائمة بالأشخاص الذين اختفوا في ظروف غامضة، والناس الذين لا يعرف أو لم يتم إثبات موتهم أو مكانهم الحالي، فضلا عن حالات قليلة من الناس البارزين الذين اختفوا لفترة طويلة ودون تفسير، ولكن عثر عليهم في النهاية، أو أن جثثهم وجدت. كثير من الناس الذين اختفوا أعلن عنهم أمواتا غيابيا.

## قبل عام 1800
- 71 ق م - جثة سبارتاكوس فقدت دون أثر ولا يعرف مصيره، رغم أن أغلب الآراء ترجح موته في حرب العبيد الثالثة.[1]
- حوالي 96 م - أبولونيوس من تيانا فيلسوف ومعلم من القرن الأول كان معروفا في جميع أنحاء الإمبراطورية الرومانية، اختفى في ظروف غامضة وهو يسير في الطريق عندما كان بعمر مائة سنة.
- 378 - هزم الإمبراطور الروماني فالنس من قبل القوط في معركة أدريانوبل (أدرنة الحديثة، تركيا). لم يعثر على جثة فالنس.
- حوالي 941 - محمد المهدي، الإمام الثاني عشر بين الشيعة الإثنا عشرية، أكبر فرع من المذهب الشيعي، اختفى وقيل أن الله أخفاه من حتى يظهره بين الناس.
- 1021 - الحاكم بأمر الله (36)، الخليفة الفاطمي السادس والإمام الإسماعيلي السادس عشر، ركب حماره إلى تلال المقطم خارج القاهرة في إحدى الليالي ولم يعد. لم يعثر إلا على حمار وثيابه ملطخة بالدماء.[2]
- 1071 - هيروارد هو متمرد من أصل نبيل أنجلو-دنماركي قاد ثورة في منطقة إيلي في انكلترا ضد حكم وليام الفاتح. تعرض للخيانة من قبل الرهبان الخائفين الذي قادوا قوات النورمان من خلال مسارات سرية، تم تشويه العديد من المتمردين أو إعدامهم، ولكن هيرروارد هرب ولم يسمع عنه مرة أخرى.
- 1203 - آرثر الأول دوق بريتاني، وريث عرش إنجلترا. أيده النبلاء الفرنسيين الذين رفضوا حكم جون ملك إنجلترا عليهم. في 31 يوليو 1202، كان آرثر يحاصر جدته إليانور آكيتيان، وهاجمه بارونات جون فجأة وسجنوه في فاليز في نورماندي. في العام التالي، تم نقل آرثر إلى روان ثم اختفت في ظروف غامضة في أبريل 1203.
- 1412 - أوين غليندور، آخر مواطن ويلز أصلي يتخذ لقب أمير ويلز، قاد ثورة الويلزيين ضد حكم هنري الرابع ملك إنجلترا في عام 1400. ورغم نجاحه في البداية، إلا أنه تم إخماد الانتفاضة، واختفى غليندور ولم يتم القبض عليه أو خيانته، حتى عندما تم إغراؤه بالعفو الملكي.[3]
- 1483 - أميرا البرج، إدوارد الخامس وريتشارد شروزبري، دوق يورك الأول (9)، أبناء الملك إدوارد الرابع ملك إنجلترا وإليزابيث وودفيل، سجنا في برج لندن (الذي وقتها حصنا وقصرا ملكيا، فضلا عن كونه سجنا) من قبل عمهما ريتشارد الثالث ملك إنجلترا.[4] ولم يشاهد أي منهما في العلن مرة أخرى ولا يزال مصيرهم مجهولا. تم العثور على رفات أربعة أطفال قد تعود إليهم، لكن لم تخضع الجثث لتحليل الحمض النووي لتحديد النتائج.[5]
- 1499 - جون كابوت، مستكشف إيطالي، اختفى واختفت سفنه الخمس أثناء رحلة استكشافية كانت تهدف إلى اكتشاف الطريق الغربي من أوروبا إلى آسيا.[6]
- 1546 - فرانسيسكو دي أوريلانا، مستكشف وفاتح إسباني اختفى وهو يستكشف نهر الأمازون في نوفمبر من ذلك العام. ولا يزال مصيره غامضا.
- 1578 - سبستيان الأول ملك البرتغال. اختفت جثته تمامًا عقب معركة وادي المخازن. اعتقد العديد من البرتغاليين أن سيباستيان نجا من المعركة، وسيعود إلى ليطالب بعرشه. تحول هذا الاعتقاد إلى أسطورة ة بأن سيباستيان يسعود في أي لحظة ليساعد البرتغال في أحلك ساعاتها.
- 1611 - هنري هدسون، بحار ومستكشف إنجليزي، قضى الشتاء في خليج جيمس في رحلته للبحث عن الممر الشمالي الغربي. تمرد الطاقم عليه عندما حاول المضي قدما نحو الغرب، ووضعوا هدسون وابنه مع سبعة آخرين في قارب وتم هجرهم، ولم يشاهدوا بعد ذلك.
- 1788 - الحملة الفرنسية التي قادها جان فرانسوا دو لابيروز، اختفى كونت دي لابيروز بعد محطته الأخيرة قبالة خليج بوتاني (بالقرب من مدينة سيدني في أستراليا حاليا). تم العثور على حطام سفينتين من البعثة في وقت لاحق في فانيكورو، وهي جزيرة في مجموعة سانتا كروز (جزء من جزر سليمان)، حيث أقام الناجون معسكرا.

## القرن التاسع عشر
- 1803 - جورج باس (32)، مستكشف بريطاني في أستراليا، أبحر من سيدني إلى أمريكا الجنوبية، وولم يشاهده أحد مرة أخرى.[7]
- 1845 – حملة فرانكلين المفقودة، وضمت 129 بحارا، أجرت آخر اتصال مع سفينة صيد حيتان قبل دخولها مضيق فيكتوريا بحثا عن الممر الشمالي الغربي. عثر على رفات بعض الأفراد واكتشفت رسائل مكتوبة في وقت لاحق، لكن الغالبية العظمى من أفراد الطاقم، بمن فيهم فرانكلين نفسه، لم يعثر عليهم ويرجح موتهم بسبب التسمم بالرصاص والجوع والتعرض للبيئة القاسية.
- 1848 - خجادور أبوفيان (38)، كاتب أرمني ورمز وطني في مطلع القرن التاسع عشر، ينسب له إنشاء الأدب الأرمني الحديث، غادر منزله في صباح أحد الأيام ولم يشاهد بعدها.
- 1849: ساندور بيتوفي، شاعر وثوري مجري، من أبرز رموز ثورة 1848 المجرية. شوهد لآخر مرة في إقليم ترانسيلفانيا أثناء معركة سيغيسفار، وترددت أقاويل كثيرة عن أسباب اختفائه، من بينها أنه قُتل، وأنه نُفي إلى سيبيريا، غير أنه لم يُعثر على جثته ولا على أي سجلات حقيقية تدعم أيًا من الروايتين.
- 1857: سولمون نورثوب، مؤلف أمريكي اشتهر بكتابه «إثنى عشر عامًا في العبودية» (بالإنجليزية: Twelve Years a Slave)‏، الذي يحكي فيه تفاصيل اختطافه وبيعه في سوق النخاسة. بعد جولة ترويجية لكتابه، لم يعد نورثوب مطلقًا إلى أسرته، وتنقسم آراء المؤرخين في شأن اختفائه بين كونه اختُطف وبيع ثانية كعبد، أو كونه قد توفي لأسباب طبيعية.
- 1857 - نانا صاحب (33)، ارستقراطي هندي. كان زعيم ثورة الهند سنة 1857 واختفى بعد أن احتلت قوات شركة الهند الشرقية مدينتة كانبور. روت الشائعات أنه توفي بسبب مرض أو هرب إلى المنفى في نيبال أو جزء آخر من الهند لكن لم يثبت أي منها.
- 1890 - لويس لي برينس (48) رائد السينما، اختفى بعد ركوبه قطارا متجها إلى باريس في ديجون، فرنسا.

## القرن العشرين

### عقد 1900
- 1909 - جوشوا سلوكم (65)، بحار كندي-أمريكي وأول رجل يبحر بمفردا حول العالم (1895-1898)، اختفى بعد إبحاره من فينيارد هيفن في جزيرة مارثا فينيارد وحده، متجها إلى أميركا الجنوبية، على متن نفس السفينة الشراعية بطول 36 قدم 9 بوصة (11.20 م) التي استخدمها في طوافه حول العالم.[8]

### عقد 1910
- 1914 - أمبروز بيرس (71)، كاتب أمريكي عرف بأعمال مثل «واقعة في جسر آول كريك» وقاموس الشيطان، أرسل آخر خطاب له في ديسمبر 1913 يحمل ختم البريد من مدينة تشيهواهوا إلى سكرتيرته ومرافقته، كاري كريستيانسن. رغم وجود العديد من النظريات، [9] فأكبر احتمال أنه لقي حتفه في المكسيك التي مزقتها الحرب، وربما في معركة أوخيناغا في 10 فبراير،[10] أو ربما أعدم كجاسوس في المقبرة البلدية في سييرا موخادا في ولاية كواهويلا، حيث نصب ضريح يحمل اسمه في عام 2004.[11]

### عقد 1920
- 1924 - أندرو إيرفين (22)، متسلق جبال إنجليزي وأحد الذين شاركوا في حملة تسلق جبل إيفرست البريطانية عام 1924. اختفى هو وشريكه جورج مالوري في مكان ما على الجانب الشمالي الشرقي من الجبل. تم العثور على جثة مالوري في عام 1999؛ ولا يزال البحث مستمرا عن إيرفين.
- 1925 - بيرسي فاوست (58)، عالم آثار ومستكشف بريطاني، انطلق مع ابنه البكر، جاك، وصديقه رالي ريميل، إلى أدغال ماتو غروسو في البرازيل للبحث عن مدينة خفية تدعى مدينة زي المفقودة. رويت عدة مشاهدات غير مؤكدة وعدة تقارير متضاربة ووضعت عدة نظريات تفسر اختفاءهم، وفقد أكثر من 100 شخص في أكثر من اثني عشر بعثات لاحقة وتم استرداد بعض ممتلكات فاوست، ولكن مصيرهم لا يزال لغزا.[12]
- 1928 - رولد أموندسن، مستكشف نرويجي وأول رجل يصل إلى القطب الجنوبي، اختفى في مهمة بحث وإنقاذ عن الطيار الإيطالي أومبرتو نوبيلي وغيرهما من الناجين من المنطاد إيطاليا الذي تحطم في منطقة القطب الشمالي.

### عقد 1930
- 1934 - والاس فرد محمد (43)، مؤسس جماعة أمة الإسلام، غادر ديترويت ولم يشاهده أحد مرة أخرى.[13]
- 1937 - أميليا إيرهارت (39)، طيارة أمريكية شهير. كانت أول امرأة تحاول الطيران حول الكرة الأرضية. اختفت خلال هذه المحاولة مع الملاح فريد نونان (44)، فوق وسط المحيط الهادئ بالقرب من جزيرة هاولاند في يوم 2 يوليو.
- 1938 - ويلي مكلين (34)، لاعب كرة قدم أمريكي لعب في كأس العالم 1934، اختفى عن الأنظار بعد عودته إلى شيكاغو من سلسلة ألعاب في المكسيك. تلقت عائلته بطاقات عيد الأم لعدة سنوات بعد ذلك، يزعم أنها من مكلين. تم وضع إعلان من قبل شركة التأمين في عام 1944 حول معلومات عن مكان وجوده دون أي نتائج.
- 1939 - ريتشارد هاليبورتون، فقد في البحر منذ مارس 1939 بعد محاولة الإبحار بسفينته تنين البحر (سفينة جنك صينية شراعية بطول 75 قدما) عبر المحيط الهادئ. في عام 1945، عثر على حطام دفة يعتقد أنها تعود إلى تنين البحر جرفت إلى الشاطئ في سان دييغو، كاليفورنيا.

### عقد 1940
- 1944:
  - غلين ميلر (40)، موسيقي وقائد فرقة جاز أمريكي كان في طريقه من إنجلترا إلى فرنسا في 15 ديسمبر 1944، ليعزف للقوات في حررت باريس مؤخرا عندما اختفت الطائرة من طراز نوردوين نورسمان والتي كان يركبها على القنال الانجليزي. لم يتم تحديد موقع الطائرة وكانوا على متنها. بصفته ضابطا في الجيش الاميركي الذي اختفى في زمن الحرب، وتواصل ميلر لتكون مدرجة رسميا في عداد المفقودين في العمل.
  - هيرشل غرينزبان، يهودي ألماني كان يعيش في المنفى بفرنسا، قام سنة 1938 باغتيال الدبلوماسي الألماني إرنشت فوم رات، مما شكّل ذريعة لما عُرف بأحداث ليلة البلور. لم يكن عقد المحاكمة المقررة في فرنسا أو ألمانيا (بعد عام 1940)، لأسباب مختلفة تعود أغلبها إلى التأخيرات القانونية، بينما احتجز غرينزبان في مختلف السجون ومعسكرات الاعتقال. شهد أدولف ايخمان عندما حوكم عام 1961 في القدس انه استجوب غرينزباز في ماغدبورغ إما في أواخر عام 1943 أو أوائل عام 1944. بعد ذلك لا يوجد سجل يوضح مكانه أو مصيره النهائي. وأعلنته حكومة ألمانيا الغربية ميتا من الناحية القانونية في عام 1960.[14]
  - أنطوان دي سانت-أكزوبيري، مؤلف وطيار فرنسي. شوهد لآخر مرة أثناء قيامه بطلعة استكشافية خارج جزيرة كورسيكا تحضيرًا لغزو الحلفاء لجنوب فرنسا. لم يُعثر على بقايا طائرته إلا في سنة 2004، قرب سواحل مرسيليا.
- 1945:
  - هاينرش مولر (45)، رئيس الجستابو النازي، شوهد آخر مرة في قبو الفوهرر مساء 1 مايو 1945 حيث أعلن عن عزمه ألا يقع في يد القوات السوفييتية التي تتقدم نحو برلين. يذكر ملفه عند وكالة المخابرات المركزية والوثائق ذات الصلة أنه «... مصيره النهائي غير محدد ... [أنه] على الأرجح توفي في برلين في وقت مبكر من مايو 1945».[15] تقول نظريات أخرى أنه إما هرب إلى أمريكا الجنوبية مثل العديد من النازيين الهاربين الآخرين وعاش بقية حياته هناك (تابع الإسرائيليين للتحقيق حول مكان وجوده حتى الستينات) أو كان محميا من قبل المخابرات الأمريكية أو السوفيتية تحت هوية جديدة. وهو أكبر مسؤول نازي بقي مصيره غير معروف.
  - راؤول ولنبرغ (32)، دبلوماسي سويدي أنقذ حياة ما لا يقل عن 20,000 يهودي مجري خلال المحرقة، اعتقل بتهمة التجسس في بودابست بعد وصول الجيش السوفيتي. ولا يزال مصيره لغزا على رغم مئات من مشاهد المزعومة في السجون السوفياتية، وبعضها يرجع إلى الثمانينات. في عام 2001، وبعد 10 سنوات من البحث، وخلصت لجنة سويدية روسية أن ولنبرغ ربما مات أو أعدم في سجن سوفيتي يوم 17 يوليو عام 1947، ولكن حتى الآن لم يتم العثور على أدلة دامغة تؤكد ذلك.[16] وفي عام 2010، ظهر دليل من الأرشيف الروسي يشير إلى أنه حيا بعد تاريخ الإعدام المفترض.[17]

### عقد 1950
- 1959 - كاميلو سيينفيغوس (27)، ثوري كوبي وصديق فيدل كاسترو، اختفى عندما ضاعت طائرته من طراز سيسنا 310 فوق المحيط أثناء رحلة ليلية من كاماغوي إلى هافانا.

### عقد 1960
- 1965 - المهدي بن بركة (45)، سياسي مغربي، اختفى أثناء وجوده في المنفى في باريس.
- 1967 - هارولد هولت (59)، رئيس وزراء أستراليا، اختفى وهو يسبح في الأمواج العاتية على شاطئ يعرف بتياراته القوية والخطيرة. رغم عمليات البحث والإنقاذ التي اعتبرت إحدى أكبر العمليات في أستراليا، فلم يعثر على جثته أبدا.[18][19]

### عقد 1970
- 1971 - مختطف الطائرات المعروف باسم دي بي كوبر جمع فدية قدرها 200,000 دولار ثم هرب بالمظلة من الدرج الخلفي من طائرة بوينغ 727 على ارتفاع 10,000 قدم (3,000 متر) فوق منطقة شمال غرب المحيط الهادئ من الولايات المتحدة، في مكان ما بين سياتل وبورتلاند، أوريغون، 24 نوفمبر. لم يعثر عليه مرة أخرى، وإن تم انتشال كميات صغيرة من المال بعد عدة سنوات.[20]
- 1972 - هيل بوغز (58)، زعيم الأغلبية في مجلس النواب الأمريكي، ونيك بيغيتش (40)، ممثل ولاية ألاسكا، اختفيا في طائرتهم سيسنا 210 في ألاسكا، مع مساعدهم راسل براون والطيار دون جونز، ويعتقد أنهم اختفوافي 16 أكتوبر.
- 1975 - جيمي هوفا (62)، زعيم نقابي أمريكي، رئيس جمعية الإخوة الدولية لسائقي الشاحنات، اختفى من موقف سيارات تابع لمطعم، حيث يعتقد أنه كان من المقرر أن يلتقي مع اثنين من قادة المافيا، أنطوني جياكالوني وأنطوني بروفينزانو.[21]
- 1978:
  - جون بريسكر (30) لاعب كرة سلة أمريكي محترف من مدينة دترويت. اختفى في أوغندا في أبريل 1978، واعتبر ميتا بحكم القانون في عام 1985.[22]
  - فريدريك فالينيتش (21) طيار أسترالي، اختفى خلال رحلة منفردة عبر مضيق باس في أستراليا، بعد أن قدم تقريرا إلى وحدة تحكم الحركة الجوية أن جسما غير معروف يحوم حول طائرته.[23]
  - موسى الصدر (49) واثنين من مساعديه، محمد يعقوب وعباس بدر الدين، اختفوا بعد ستة أيام من دخوله ليبيا في زيارة رسمية من لبنان بعد تلبيته لدعوة من الزعيم الليبي معمر القذافي.[24][25]

### عقد 1980
- 1982:
  - أحمد متوسليان (28) عسكري إيراني کان أحد أربعة إیرانیین (مع سيد محسن موسوي، وكاظم أخوان، وتقي راستيجار مقدم) اختفوا في لبنان عام 1982. وكان ذلك في يوم 5 يوليو عام 1982، عندما مرت السيارة التي تنقل الدبلوماسيين من خلال نقاط التفتيش في طريقها إلى بيروت، وتم اعتراضها من قبل حزب الكتائب. اختفت السيارة تماما بركابها الأربعة، ولا يزال البحث عليهم مستمرا.[26][27][28]
  - أويمورا ناؤمي (43)، مغامر ياباني اشتهر بمغامراته التي تم تحقيقها في السابق من قبل أناس آخرين مع فرق كبيرة، اختفى في 13 فبراير بينما كان ينزل من على جبل ماكنلي بعد أن تسلقه منفردا. [29]
  - رون أراد (30)، قائد طائرة مقاتلة إسرائيلي، كان تحت أنظار المخابرات الإسرائيلية في 16 أكتوبر 1986 (في اليوم الذي اعتقل فيه من قبل حركة أمل في جنوب لبنان)، حتى الساعات الأولى من صباح 4 مايو 1988 (وكان من قبيل الصدفة عيد ميلاده الثلاثين)، حيث اختفت فجأة من المنزل الذي احتز فيه، في قرية النبي شيت. وضعت عدة تكهنات بشأن مصيره ومكان وجوده، ومنها ما يقول أنه في إيران أو سوريا، ولكن لا توجد أدلة قاطعة تدعم هذه النظريات.

### عقد 1990
- 1995:
  - جودي هوسينتروت (27)، مذيعة في محطة KIMT التلفزيونية، اختطفت خارج شقتها وهي في طريقها للعمل في ماسون سيتي، أيوا، وذلك يوم 27 يونيو. تم إعلان وفاتها قانونيا في عام 2001.[30]
  - برونو بريغيت (45)، وهو رجل سويسري وأحد شركاء كارلوس الثعلب، شوهد آخر مرة على متن عبارة متجهة من إيطاليا إلى اليونان 12 نوفمبر. ويعتقد أنه قد قتل وأن جثة عثر عليها في اليونان قد تكون له، ولكن لم يتأكد الأمر. [31]
  - باربرا آن بارنز (13) تلميذة أمريكية قُتلت خنقاً ثم اُغتصبت في ديسمبر عام 1995 في مدينة ستوبينفيل ، أوهايو.

## القرن الحادي والعشرون

### عقد 2000
- 2002 - بيسون ديلي (33، اسم الولادة بريان وليامز كارسون)، لاعب كرة سلة سابق. شوهد لآخر مرة مع صديقته سيرينا كارلان (30)؛ والربان الفرنسي برتران سالدو (32) يوم 6 يوليو عندما غادروا جزيرة موريا في بولينيزيا الفرنسية على متن القطمران الذي يمكله ديلي بطول 55 قدم (17 م)، هاكونا ماتاتا، متجها إلى هونولولو عبر جزر ماركيساس.
- 2003: رضا هلال، صحفي مصري، شغل منصب نائب رئيس تحرير صحيفة الأهرام. اختفى في طروف غامضة يوم 11 أغسطس 2003، ولم تقدم أجهزة الأمن المصرية أية تفسيرات عن حادثة اختفائه، كما ترددت شائعات عن وجود دور ما لجهاز مخابراتي ما في اختفائه. قي أوائل أغسطس 2009 نُشر ـ نقلا عن شقيق رضا هلال ـ أنه ما زال على قيد الحياة ولكنه قيد الحبس الانفرادى في أحد سجون مدينة الإسكندرية.
- 2006:
  - براندي ويلز (23)، شوهدت أخر مرة في لونغفيو، تكساس يوم 3 أغسطس أثناء مغادرتها نادي ليلي يسمى غراهام سنترال ستيشن. عثر على سيارتها من نوع بونتياك غرايد بري موديل 2000 بعد خمسة أيام متوقفة غربًا في تطاطع الطريق بين الولايت 20 مع الطريق تكساس السريع 31. وجدت حقيبة يدها داخل السيارة، وكرسي السائق كان مدفوعاً إلى الوراء، كأن شخص طويل القامة كان يقود السيارة أخر مرة. جريمة (Foul play) هو التفسير المحتمل لهذهِ القضية وليس هناك أي إشارة على مكان ويلز.[32][33][34]

- 2007:
  - جيم غراي (63)، رائد في عالم قواعد البيانات، وعالم أبحاث في مايكروسوفت، وحائز على جائزة تورنغ، غادر خليج سان فرانسيسكو في 28 يناير على متن مركبه تيناشوس بطول 12 متر (39 قدم) لينثر رماد والدته في جزر فارالون، وهي محمية للحياة البرية على بعد 43 كم (27 ميل)، وأعلن عن فقداه عندما لم يعد في نفس اليوم. لم يسمع أي نداء استغاثة، ولم تشغيل منبه الطوارئ، ولم يعثر على غراي أو يخته رغم عمليات البحث والإنقاذ الكبيرة.[35] وفي عام 2012 أعلن عن وفاته الناحية القانونية.[36]
  - اختفت مادلين ماكين (3) بعد أن تركت وهي نائمة في غرفة النوم في الطابق الأرضي غير المقفل من شقة التي استأجرتها عائلتها لقضاء العطلة في مقاطعة الغرب في البرتغال، في حين تناول والداها الغداء مع أصدقاءهم في مطعم محلي يوم 26 سبتمبر. أبلغ عن مشاهدات لها منذ ذلك الحين ولم يؤكد أي منها.[37] وعلى الرغم من وضع مئات النظريات حول ما حدث لها، فلم يظهر أي دليل ملموس يبين ما حدث. في عام 2014 أفيد أن سكوتلاند يارد تنظر في 38 شخصا مشتبها، فضلا عن البحث في خلفيات 530 من مرتكبي الجرائم الجنسية المعروفين، بما في ذلك 59 ذوي شبهة عالية.[38]

### عقد 2010
- 2012 - غوما أغيار، رجل أعمال أمريكي، برازيلي المولد، أحد الشركاء في نادي بيتار القدس الإسرائيلي. شوهد لآخر مرة خارجًا من منزله في فورت لودرديل بولاية فلوريدا في 19 يونيو 2012، وفي اليوم التالي عُثر على قارب الصيد الخاص به وأنواره مضاءة ومحركه يعمل، وقد جنح نحو الشاطئ، ووُجدت حافظة نقود أغيار وهاتفه الجوال في القارب، غير أن عمليات البحث ـ التي استمرت لأسبوعين ـ لم تجد أي أثر لرجل الأعمال المختفي.[39]
- 2017 - سليم باكاييف الذي وُلد في 23 أبريل 1992، وهو مغني شيشاني روسي. اختفى في الشيشان في 8 أغسطس 2017، كان في زيارة قصيرة إلى المنطقة لحضور حفل زفاف أخته. يُعتقد أنه قد تم اختطافه وتعذيبه وقتله من قبل السلطات الشيشانية كجزء من اضطهادهم للرجال المثليين الشيشانيين.[40]

## حالات تم حلها
هذه هي قائمة للأشخاص الذين اختفوا في ظروف غامضة ولكن عثر عليهم لاحقا.
- أجاثا كريستي، كاتبة الجريمة البريطانية، اختفى في عام 1926. وعثر عليها بعد 10 أيام في منتجع صحي في يوركشاير، وقد رفضت دوما أن تعطي تفسيرا لاختفائها.[41]
- جاك فيرجيس، محامي فرنسي-فيتنامي، ترك زوجته جميلة بوحيرد. شوهد آخر مرة يوم 24 فبراير 1970، حتى ظهر مجددا في عام 1978، دون أن يوضح مكان وجوده خلال تلك الفترة.
- ساندرا كانتو (8)، وهي فتاة أمريكية من تريسي، كاليفورنيا، أثارت اهتمام البلاد بعد أن فقدت في 27 مارس 2009، وتم اكتشاف جثتها بعد أسبوعين داخل حقيبة في بركة ري مجاورة.[42]

## انظر أیضا
- اختفاء قسري